# Хунта 1930 года в Бразилии

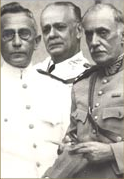
Члены хунты: Фрагозу, Норонья, Баррету

Хунта 1930 года, известная также как Первая хунта и Хунта примирения — военная хунта, триумвират, правивший Бразилией в ходе революции с 24 октября по 3 ноября 1930 года.
Члены триумвирата:
- Аугусту Тасу Фрагозу, генерал, глава хунты;
- Жуан ди Деус Мена Баррету, генерал;
- Жозе Исайас ди Норонья, адмирал.

Хунта пришла к власти в ходе революции 1930 года, сместив президента Вашингтона Луиса, правительство которого было неспособно противостоять революции. Однако уже 3 ноября, не желая продолжения кровопролития, хунта добровольно передала власть лидеру революционеров Жетулиу Варгасу, за что и получила название «Хунта примирения». Так началась эра Варгаса.